# Oualili
Oualili  (in arabo وليلي‎?) è un centro abitato e comune rurale del Marocco situato nella prefettura di Meknès, regione di Fès-Meknès. Conta una popolazione di 9 735 abitanti (censimento 2014).